# Helgafell
För andra betydelser, se Helgafell (olika betydelser).

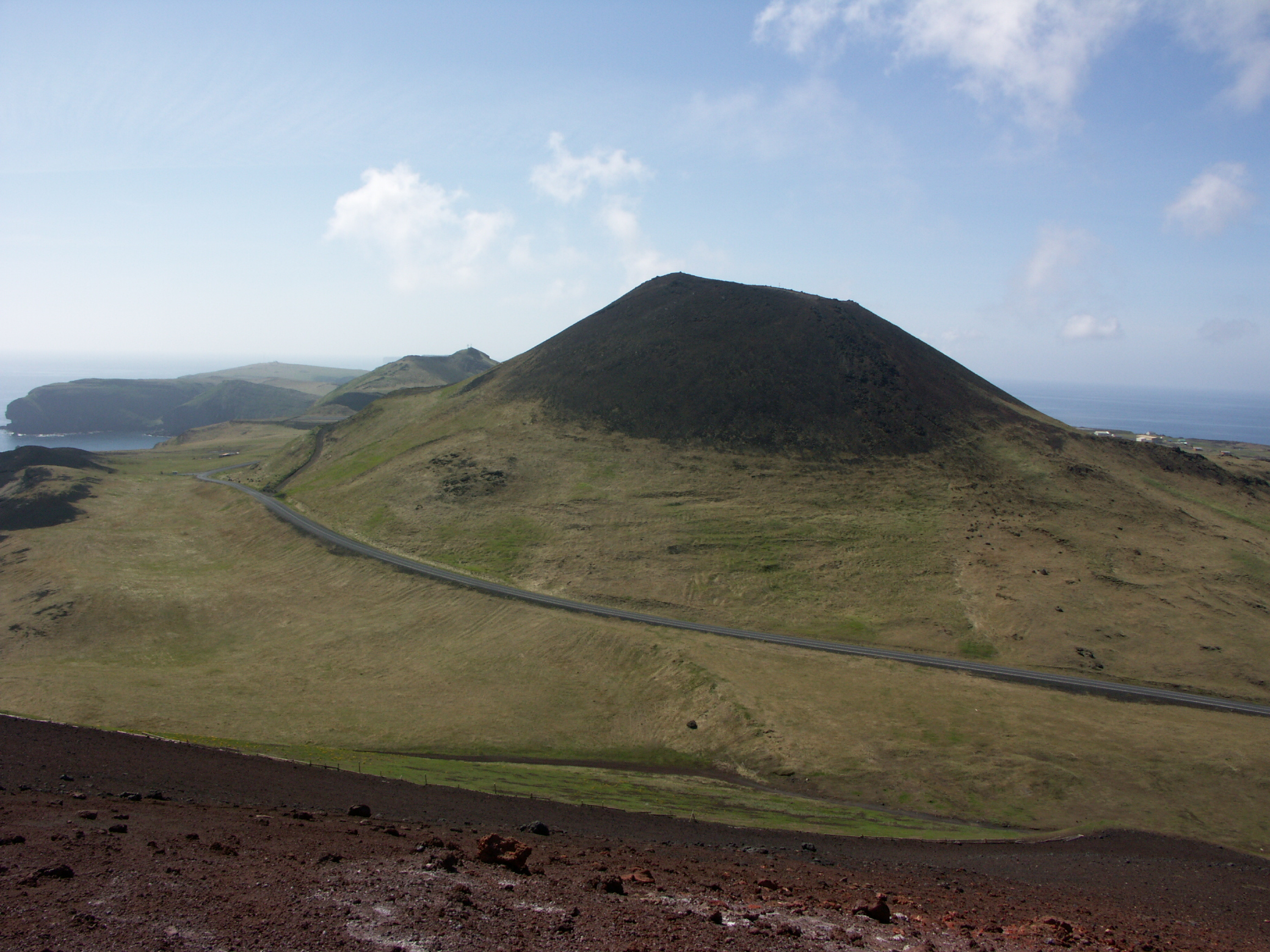
Helgafell sett från Eldfell

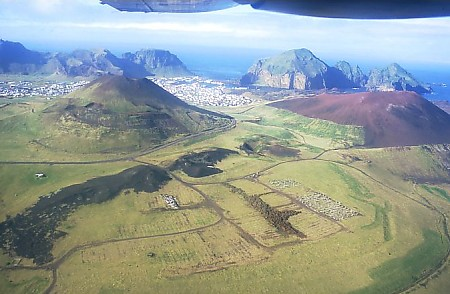
Helgafell (till vänster) och Eldfell (till höger). Bakom Helgafell skymtar samhället på Hemön.

Helgafell är en vilande vulkan på Hemön, Västmannaöarna, söder om Island. Berget ligger alldeles söder om samhället och toppen är 226 m ö.h. Berget bildades vid ett utbrott för cirka 5000 år sedan. Detta utbrott band samman norra och södra delen av Hemön som förut hade varit två separata öar. Strax öster om Helgafell ligger vulkanen Eldfell, som bildades vid vulkanutbrottet 1973.